# Altpapier-Rücklaufquote

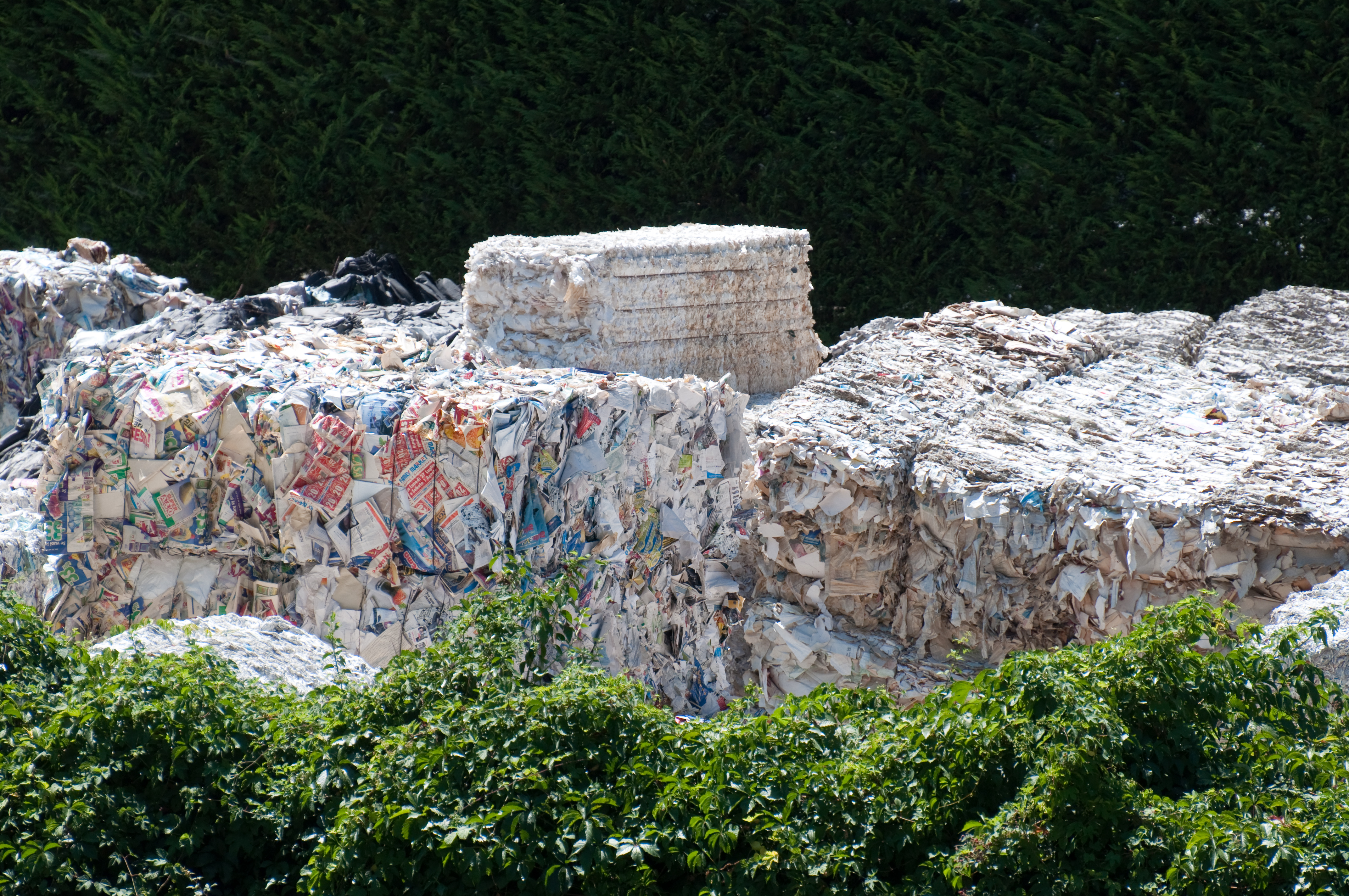
Altpapierballen in Italien

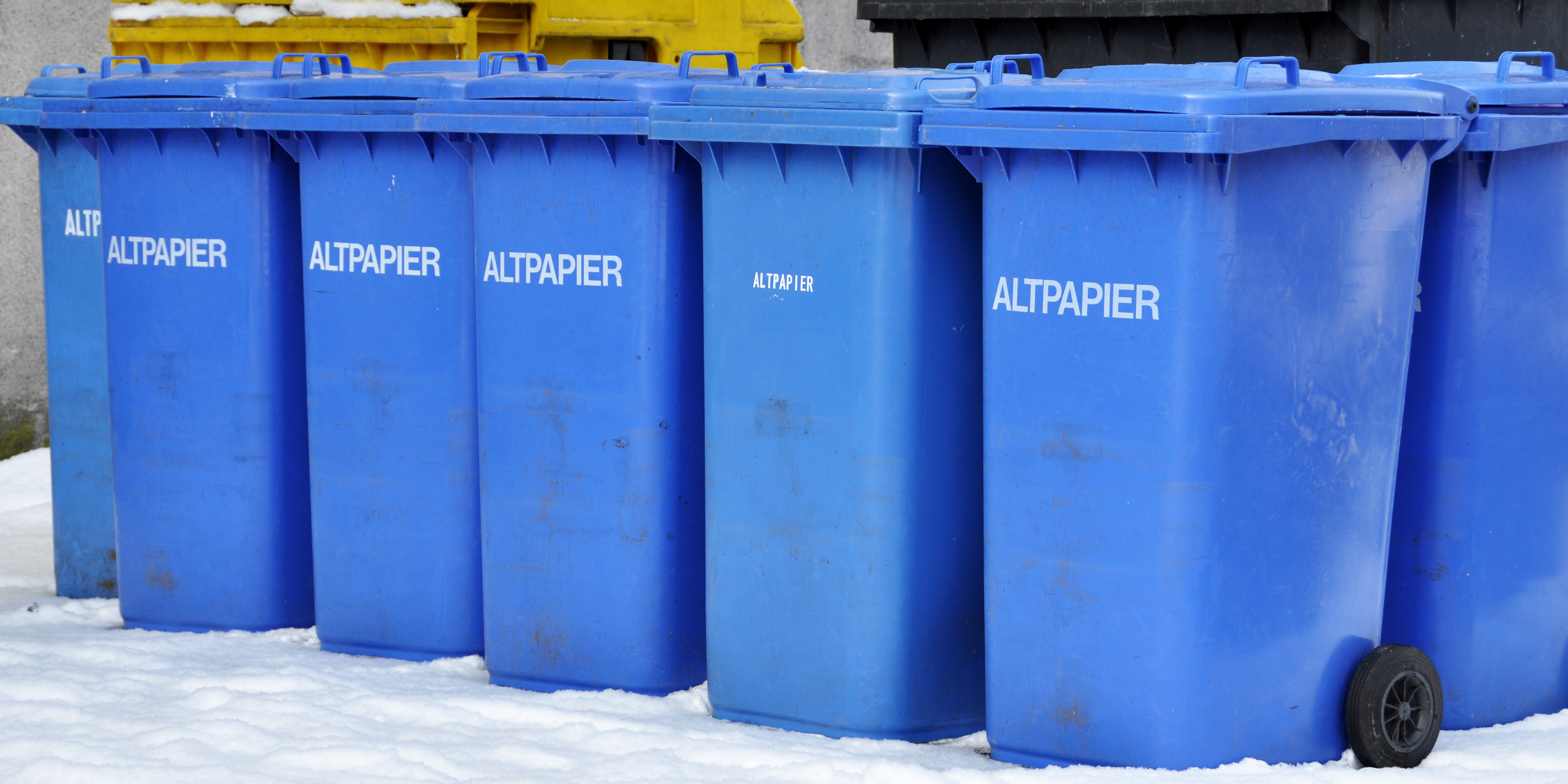
Altpapier-Sammeltonnen

Die Altpapier-Rücklaufquote bezeichnet das Verhältnis vom Altpapieraufkommen zum Gesamtvolumen der im Inland hergestellten Produkte Papier, Karton und Pappe.
{\displaystyle {\mbox{Altpapier-Rücklaufquote}}={\frac {\text{Altpapieraufkommen}}{\text{Gesamtpapierverbrauch}}}}